# Calvisia clarissima
Calvisia clarissima är en insektsart som beskrevs av Ludwig Redtenbacher 1908. Calvisia clarissima ingår i släktet Calvisia och familjen Diapheromeridae. Inga underarter finns listade.